# Dichromodes plusiata
Dichromodes plusiata är en fjärilsart som beskrevs av Walker 1861. Dichromodes plusiata ingår i släktet Dichromodes och familjen mätare. Inga underarter finns listade i Catalogue of Life.